# 黑線岩鱸
黑線岩鱸，為輻鰭魚綱鱸形目鱷鱚亞目叉齒鱚科的其中一種，分布於西北太平洋區，包括日本、印尼及紐西蘭等海域，屬深海魚類，棲息深度在水深200至1700公尺，體長可達21.5公分。